# Мукаукис

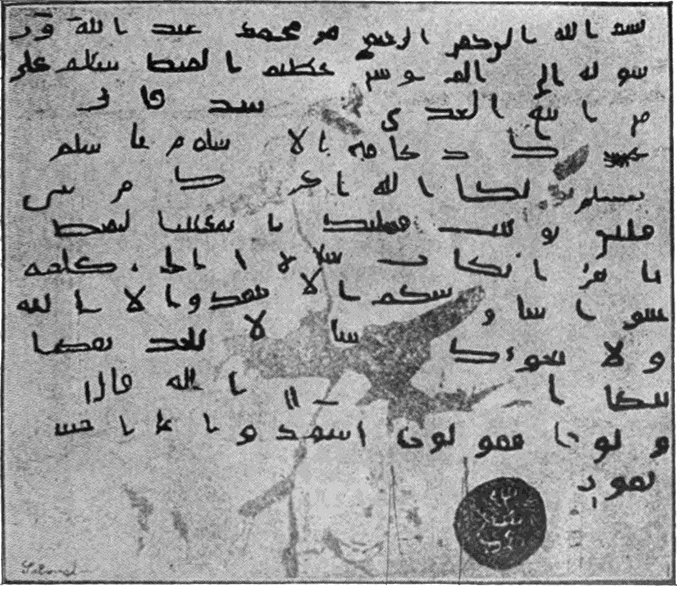
Рисунок послания Мухаммеда Мукаукису, обнаруженный в Египте в 1858 году

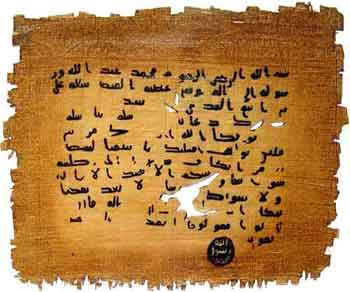
Цветной вариант рисунка

Аль-Мукаукис (Ал-Мукаукис, араб. المقوقس‎, копт. ⲭⲁⲩⲕⲓⲁⲛⲟⲥ, ⲕⲁⲩⲭⲓⲟⲥ) упоминается в истории ислама в качестве правителя Египта, который переписывался с пророком Мухаммедом. Он часто отождествляется с Киром, Патриархом Александрийским, управлявшим Египтом от имени Византийской империи. Однако это отождествление оспорено, поскольку основывается на несостоятельных предположениях. Альтернативная точка зрения определяет ал-Мукаукиса как сасанидского губернатора Египта. Он был греком и был известен как Киролос, лидер коптов. К письму пророка Мухаммеда Мукаукис отнёсся в целом благосклонно, но не стал рисковать своими владениями и переходить в ислам, отправив посланника обратно с дарами.

## Рассказ мусульманских историков
Ибн Исхак и другие мусульманские историки отмечают, что где-то между 628 и 632 годами Мухаммад разослал письма арабским и неарабским лидерам, в том числе византийскому правителю Александрии аль-Мукаукису:
Апостол (Мухаммад) разослал некоторых из своих товарищей в разных направлениях к царям арабов и неарабов, приглашая их принять ислам в период между аль-Худайбийей и его смертью… [Он] послал… Хатиба ибн Аби Балтаа — правителю Александрии аль-Мукаукису. Он передал ему письмо апостола, и Мукаукис подарил апостолу четырёх египетских служанок в качестве общего для правителей той эпохи четырёх рабынь из его собственной коллекции, одной из которых была Мария, сыгравшая тогда большую роль в жизнь апостола и стала матерью единственного сына апостола Ибрахима…
Другой рабыней была сестра упомянутой Марии аль-Кибтии Сирин бинт Шамун, ставшая женой Хассана ибн Сабита. Также в числе даров упоминаются раб по имени Мабур, тысячи мискалей золота, двадцать атласных одежд, мул по кличке «Дальдаль» и осёл по кличке «Яфур». 
Табари утверждает, что делегация была отправлена зуль-хиджа 6 г. от хиджры (апрель или май 628 г.). Ибн Саад утверждает, что Мукаукис отправил свои дары Мухаммаду в 7 г. хиджры (после мая 628 г.). Это согласуется с его утверждением, что Мария родила сына Мухаммеда Ибрахима в конце марта или в апреле 630 года, поэтому Мария прибыла в Медину до июля 629 года.
Сообщалось, что аль-Мукаукис приказал поместить письмо в шкатулку из слоновой кости для безопасного хранения в государственной сокровищнице, а потом оно было найдено среди коптских книг в старом христианском монастырев городе Ахмим и находится в Отделе святых реликвий музея дворца Топкапы с тех пор, как османский султан Абдул-Меджид I привёз его в Стамбул. Некоторые позднейшие историки, в том числе Теодор Нёльдеке, считают эту копию подделкой.

## Диалог с Мугирой ибн Шуабой
Согласно другому сообщению, Аль-Мукаукис также вёл диалог с Мугирой ибн Шуабой, прежде чем Мугира стал мусульманином. Мугира сказал:
Однажды я пошёл ко двору Мукаукиса, который спросил меня о семье Святого Пророка. Я сообщил ему, что он принадлежит к высокому и знатному роду. Мукаукис заметил, что Пророки всегда принадлежат к благородным семьям. Затем он спросил, знаю ли я правдивость Пророка. Я сказал, что он всегда говорил правду. Поэтому, несмотря на нашу оппозицию ему, мы называем его Амин (достойный истины). Мукаукис заметил, что человек, который не лжёт людям, как он может лгать о Боге? Затем он спросил, что за люди являются его последователями и что евреи думают о нём. Я ответил, что его последователи в основном были бедными, но евреи были его заклятыми врагами. Мукаукис заявил, что вначале последователи Пророков обычно бедны, и что он должен быть Пророком Бога. Он также заявил, что евреи выступили против него из зависти и ревности, иначе они должны были быть уверены в его правдивости и что они тоже ждали пророка. Мессия также проповедовал, что следование Святому Пророку и подчинение ему необходимо и что какие бы его качества ни упоминались, такими же качествами были и предыдущие Пророки.

## Толкование имени
Имя аль-Мукаукис объясняется как арабизация греческого слова Μεγαλειότατε, означающего «Его Величество» — титула, который использовался для возведения на престол в Византийской империи и её патриархах. Впоследствии это слово использовалось арабскими писателями для некоторых других христианских патриархов в Александрии. Однако неясно, применялся ли этот эпитет ко всем наместникам Египта, в том числе во время короткого периода Персидской империи, правления Сасанидов, или позже во время греко-римского правления к патриархам. 
Буквальный перевод коптского варианта — Пи-Кайкос — также трактуется как «человек с Кавказа». Патриарх Кир действительно был выходцем с Кавказа, до назначения в Египет являлся епископом Фасиса. Кроме того, империя Сасанидов простиралась до Кавказа, возможно, что сасанидского наместника Египта звали Пикаукас, а позже арабы использовали тот же эпитет для последующих правителей Египта. 